# THE DUFF/ダメ・ガールが最高の彼女になる方法
『THE DUFF/ダメ・ガールが最高の彼女になる方法』（原題:The DUFF）は2015年に公開されたアメリカ合衆国の青春映画である。監督はアリ・サンデル、主演はメイ・ホイットマンが務めた。本作はコディ・ケプリンガーが2011年に発表した小説『The DUFF』を原作としている。なお、本作は日本国内で劇場公開されなかったが、2018年6月20日にDVDが発売された。
原題のDUFFは本作独自の造語であり、「Designated Ugly Fat Friend」の略語である。「親しみやすくはあるが、周囲の友人に比べて容姿に華やかさがない。それ故に友人たちの引き立て役になっている人」という意味で使用されている。

## ストーリー
アトランタ近郊。ビアンカは高校生活をエンジョイしており、ジェスとケイシーという親友もいたわけだが、2人より冴えない自分に劣等感を抱えていた。ビアンカはトビーに恋心を抱いていたが、劣等感から思いを告げられずにいた。。そんなある日、ビアンカは同級生のマディソンが主催するパーティーに出席することになった。ミーン・ガールとして有名なマディソンと距離を置きたかったビアンカだったが、付き合いでやむなく出席する羽目になったのである。高校の人気者であるウェスリーもそのパーティーに出席していたが、「君はジェスとケイシーの引き立て役だね」などとビアンカに言ってきた。ビアンカはその発言に腹を立てたが、事実であったために言い返すことができなかった。ビアンカに接近してきた同級生は数多くいたが、彼/彼女らはジェスとケイシーに接近するためにビアンカと仲良くなろうとしたのであって、純粋にビアンカと友達になりたかった人は一人もいなかったのである。怒りが収まらないビアンカは、その怒りをジェスとケイシーにぶつけてしまった。
しばらくして、ビアンカはウェスリーが成績不良のためにアメフト部を退部させられそうになっているという話を耳にした。それを好機とみなしたビアンカはウェスリーに取り引きを持ちかけることにした。ビアンカがウェスリーに勉強を教える代わりに、ウェスリーはビアンカが「引き立て役」から脱するためにアドバイスをするという取り引きであった。進学のための奨学金がかかっていたため、ウェスリーはその取り引きに応じることにした。2人は一緒に買い物に行き、新しい服を買った。ビアンカははしゃぎすぎてしまい、マネキンをトビーに見立てて話しかけるなどした。最悪なことに、マディソンの友人がその様子を撮影しており、その動画をSNSにアップロードしたことから、ビアンカは全校生徒の不興を買うことになった。特に、ウェスリーの元カノでもあったマディソンはビアンカに対して嫉妬の炎を燃やしていた。
炎上を知ったウェスリーは「イケイケな女になれば皆を見返すことが出来る」とビアンカを励ます一方で、「マネキンではなく、本物のトビーをデートに誘ってみてはどうか」とアドバイスした。意を決したビアンカがトビーをデートに誘うと、トビーは快くそれに応じてくれた。その頃、ウェスリーは毎日のように繰り返される両親の喧嘩にうんざりしていた。その様子を見かねたビアンカはウェスリーを森にあるお気に入りの場所へと連れて行った。静かな森の中でなら、ウェスリーも自分の考えを整理できるだろうと考えてのことだった。何を思ったのか二人はキスをしてしまったが、適当に誤魔化して別れることにした。その後、ビアンカはトビーとのデートに出かけたが、どうにもウェスリーのことが頭から離れなかった。そんな折、トビーがビアンカとのデートに応じたのは、ジェスとケイシーに近付きたかったからであることが判明した。ビアンカは泣きながらその場を離れたが、一人では気持ちを落ち着かせることができなかった。ビアンカはウェスリーに縋ろうとしたが、ウェスリーがお気に入りの場所でマディソンとキスをしているのを目撃してしまい、一層気持ちが乱れることになってしまった。
そんなビアンカを慰めてくれたのはジェスとケイシーであった。ビアンカは自分を思ってくれる友人がいることの有り難みを痛感し、2人に心から謝罪した。2人に説得され、ビアンカは高校のダンスパーティーに出席することにした。2人のアドバイスに従ってドレスを選んだため、ビアンカはいつも以上に輝いて見えた。気分が上向いたビアンカだったが、そのパーティーにはマディソンがウェスリー同伴で出席していた。マディソンは勝ち誇ったようにビアンカを嘲笑したが、ビアンカは「貴方が誰かを虐めるのは、自分に自信がないからでしょう。人間は誰もが誰かの「引き立て役」なのだから、せめて自分らしく生きなければならない」と応戦した。その演説を聞いたウェスリーは感動し、自分の気持ちに素直になることにした。つまり、惰性でマディソンと交際するのではなく、自分が本当に愛しているビアンカと交際することにしたのである。ウェスリーとビアンカは全校生徒が見ている前でキスをした。
その後、ビアンカは自分の体験を記事として校内新聞に発表し、その記事は多くの生徒の心を打った。自分に劣等感を抱えていたのはビアンカだけではなかったのである。高校卒業後、2人は別々の大学に通うことになったが、2人の恋愛関係はなおも続いていくのだった。

## キャスト
- メイ・ホイットマン - ビアンカ・パイパー
- ロビー・アメル - ウェスリー・ラッシュ
- ベラ・ソーン - マディソン・モーガン
- ビアンカ・サントス - ケイシー・コルデロ
- スカイラー・サミュエルズ - ジェス・ハリス
- ロマニー・マルコ - ブキャナン校長
- ケン・チョン - ミスター・アーサー
- アリソン・ジャネイ - ドッティ・パイパー
- ニック・エヴァスマン - トビー・タッカー
- クリス・ワイルド - ミスター・フィルモア
- レベッカ・ワイル - ケイトリン
- マハリー・マニング - カーラ
- J・J・グリーン - トレヴァー
- ダニエル・リン - マヤ
- デミトリアス・ブリッジス - ジャレット
- ミュリエル・テリオ - マライア
- ダニエル・シェリック - キャリー・ウェスコヴィッチ
- エリック・チャバリア - ミスター・ゴメス

## 製作
2011年11月17日、CBSフィルムズがコディ・ケプリンガーの小説『The DUFF』の映画化権を獲得したと発表した。2013年5月17日、アリ・サンデルが本作の監督に起用されたと報じられた。2014年4月9日、メイ・ホイットマンが本作に出演することになったとの報道があった。ケプリンガーは原作小説を執筆している段階から、映画化の際にホイットマンが主演を務めることを熱望していたのだという。30日、ベラ・ソーンの出演が決まったと報じられた。5月、ケン・チョン、ロビー・アメル、ビアンカ・サントス、スカイラー・サミュエルズがキャスト入りした。6月10日、アリソン・ジャネイとロマニー・マルコが本作に出演するとの報道があった。
本作の主要撮影は2014年6月にジョージア州アトランタで始まり、同年7月9日に終了した。
2015年2月17日、本作のサウンドトラックが発売された。

## 公開・マーケティング
2014年11月14日、本作のティーザー・トレイラーが公開された。12月10日、本作のテレビ版予告編が公開された。2015年2月12日、本作はロサンゼルスでプレミア上映された。

## 興行収入
本作は『オフロでGO!!!!! タイムマシンはジェット式2』及び『マクファーランド 栄光への疾走』と同じ週に封切られ、公開初週末に900万ドル前後を稼ぎ出すと予想されていたが、実際の数字はそれを若干上回るものとなった。2015年2月20日、本作は全米2575館で公開され、公開初週末に1080万ドルを稼ぎ出し、週末興行収入ランキング初登場5位となった。

## 評価
本作は批評家から好意的に評価されている。映画批評集積サイトのRotten Tomatoesには114件のレビューがあり、批評家支持率は72%、平均点は10点満点で6.01点となっている。サイト側による批評家の見解の要約は「『THE DUFF/ダメ・ガールが最高の彼女になる方法』は青春映画の傑作ではないが、同ジャンルにポストモダン的な捻りを加えたており、その意味で鑑賞を薦められる作品には仕上がっている。また、メイ・ホイットマンの名演技も見所である。」となっている。また、Metacriticには28件のレビューがあり、加重平均値は56/100となっている。なお、本作のCinemaScoreはA-となっている。
本作は2015年度のティーン・チョイス・アワードで5部門にノミネートされ、ベラ・ソーンが悪役賞を受賞した。